# Tesla Bot
Tesla Bot — це задум робота загального призначення, про яку було заявлено 19 серпня 2021 року під час Дня ШІ в компанії Tesla. Під час події, генеральний директор Tesla Ілон Маск заявив, що компанія підготує прототип робота вже до 2022 року. 

## Характеристики
Припускається, що «Tesla Bot», також відомий як «Оптимус» (англ. Optimus), буде 173 см заввишки, важитиме 57 кг і пересуватиметься зі швидкістю 8 км/г. Згідно з презентацією під час дня ШІ, «Tesla Bot  контролюватиме та сама Tesla Autopilot, що її розробляє Tesla для самокерованих систем в її автівках» і зможе переносити 20 кг. Запропонована діяльність для продукта — це щоденні «нудні» задачі, такі як купівля продуктів.

## Початкове сприйняття
Невдовзі після проведення Дня ШІ в Tesla, ЗМІ в своїх публікаціях проявили скептицизм стосовно цієї ідеї.

## Впровадження Tesla Bot у виробництво
Станом на травень 2024 року, Ілон Маск та компанія Tesla Inc. виявилися готовими до серйозних змін на своїх заводах вже до кінця 2025 року. Компанія представила новий технологічний прорив у вигляді людиноподібного робота Optimus (він же — Tesla Bot), який продемонстрував  вражаючі можливості реальних виробничих умов. Optimus вже вміє з високою точністю та швидкістю виконувати складні маніпуляції, такі як, наприклад, встановлення акумуляторних елементів. Він також здатний підіймати важкі предмети, виконувати точні маніпуляції та взаємодіяти з навколишнім середовищем. Крім того, він має просунуті функції, включаючи сприйняття людської мови і переміщення в реальному часі.